# Jane Street
Jane Street Capital LLC, plus connue sous le nom de Jane Street, est une société américaine dans le domaine de la finance. Plus précisément, il s'agit d'un market maker et d'un liquidity provider - animateur de marché en français. Son siège social est situé dans le Financial District, à New York.
Fondée en 2000, Jane Street est un opérateur de marché qui investit sur ses fonds propres (proprietary trading).
Les revenus nets de Jane Street issus de leurs activités de trading s'élèvent à 10,7 milliards de dollars pour l'année 2022.
Pour les 9 premiers mois de l'année 2023, les revenus nets de Jane Street issus de leurs activités de trading s'élèvent 7,3 milliards de dollars. Sur la même période, les revenus totaux de Jane Street (activités de trading auxquels s'ajoutent dividendes et intérêts perçus) s'élèvent à 15 milliards de dollars.
A fin 2023, Jane Street employait 2631 personnes. Chaque employé génère en moyenne 2,83 millions de dollars d'EBITDA, selon les estimations du Financial Times, cela  représente environ dix fois la profitabilité moyenne des employés de Goldman Sachs (213 000 dollars de bénéfices par employés).
En avril 2024, Jane Street attaque en justice le hedge fund Millenium Management et l'accuse de lui avoir volé des stratégies confidentielles de trading.
A fin 2024, le total des actifs de Jane Street s'élève à 140 milliards de dollars.
En octobre 2024, le Financial Times désigne Jane Street comme l'entreprise de trading la plus profitable de tous les temps.